# Новотарский
Новотарский — упразднённый хутор в Минераловодском районе Ставропольского края. Снят с учета решением Государственной Думы Ставропольского края No 637 от 06.10.1997 г.

## География
Хутор располагался на левом берегу реки Сухой Карамык, в 5,5 км к западу от с. Утренняя Долина.

## История
Хутор основан в 1917 г. Основан, по видимому, бывшими жителями выселенной станицы Тарской. По данным на 1927 г. хутор состоял из 54 дворов. В административном отношении являлся центром Ново-Тарского сельсовета Минераловодского района Терского округа.

## Население
По данным переписи 1926 года на хуторе проживало 266 человек (132 мужчины и 134 женщины), преобладающая национальность — великороссы.